# 武汉教育电视台
武汉教育电视台是一家总部设在湖北省武汉市的教育电视台，1994年筹建，1998年5月16日正式开播，隶属于武汉市教育局，频道播出范围为武汉全市。

## 历史沿革[3]
- 1993年，武汉市教育委员会提出创办武汉教育电视台；
- 1994年1月24日，武汉市无线电管理委员会批复市教委：同意武汉市教育电视台使用电视米波10频道，中心频率为203MHz。同年3月8日，国家无线电管理委员会为武汉教育电视台颁发中华人民共和国无线电台执照；
- 1997年2月24日，武汉教育电视台与武汉市电化教育馆馆台合一；
- 1998年2月28日，武汉教育电视台的发射频道由原来的10频道变更为32频道。当日，武汉教育电视台获得《电视台许可证》；
- 1998年5月15日，武汉教育电视台节目通过付费方式完整进入武汉有线电视网络传输；
- 2002年，武汉市电教馆和武汉教育电视台分离，武汉教育电视台单独建制。

## 节目[4]

### 自办节目
教育新闻、教育视点、家长学堂、科学讲堂、平安校园、魅力校园、阳光课堂、戏曲大课堂

### 外购节目
档案、微讲堂、养生堂、少年工匠、我爱汉字美、小小演说家

## 主持人[5]
- 方亮，主持节目有《家长学堂》
- 江丹，主持节目有《教育新闻》和《教育视点》
- 罗爽，主持节目有《教育新闻》和《教育视点》
- 延紫，主持节目有《平安校园》、《魅力校园》和《家长学堂》
- 萱宋楠，主持节目有《科学讲堂》和《阳光课堂》
- 许娜，主持节目有《科学讲堂》和《阳光课堂》